# Раєв Марк Ісаєвич
Марк Ісаєвич (Ісаакович) Раєв (англ. Marc Raeff; 28 липня 1923, Москва, СРСР — 20 вересня 2008, Тінек, Берген, Нью-Джерсі, США) — американський історик, фахівець з історії Росії. Професор Колумбійського університету, куратор Бахметьєвського архіву.

## Біографія
Марк Раєв народився в Москві в 1923 році, його батько — інженер Ісаак Абрамович Раєв (1893—1950) — незабаром відряджений до Німеччини представником уряду СРСР для контролю якості замовленого машинобудівного обладнання. У 1931 році Ісаак Раєв відкликаний в СРСР, але він залишив дружину (біохімікиню Вікторію Раєву, до шлюбу Биховську) і сина в Берліні. Із приходом до влади в Німеччині нацистів сім'я перебралася в Париж, а в 1941 році зуміла вибратися в Сполучені Штати, в Нью-Йорк. Завдяки життєвим обставинам Марк чудово знав російську, німецьку, французьку та англійську мови, тому після вступу США у II Світову війну був призваний в армію перекладачем у табори для військовополонених.
Після закінчення війни вступив до Гарварду, на курс професора Михайла Карповича, який вивчив відомих американських істориків-русистів (Збігнєв Бжезінський, Мартін Маля, Річард Пайпс). У 1949 році Марк влаштувався на роботу в університет Кларка в місті Вустер, у 1950 році здобув звання доктора філософії. У 1951 році одружився з Ліліан Ґоттесман (Lillian Gottesman), у сім'ї народилися дві дочки — Енн (Anne) і Кетрін (Catherine). У 1957 році йому була присуджена стипендія Ґуґґенгайма.
У 1961 році Марк Раєв перейшов на роботу до Колумбійського університету, в якому пропрацював аж до закінчення викладацької кар'єри в 1988 році. Марк Раєв — автор низки робіт із історії Росії XVIII—XIX століть.